# And Justice for None
And Justice for None — сьомий студійний альбом американського хеві-метал гурту «Five Finger Death Punch», представлений 18 травня 2018 року.

## Передісторія
Робота над альбомом була закінчена ще наприкінці 2016 року. Через незгоди між гуртом та їхнім лейблом «Prospect Park» реліз платівки було відкладено аж до 2018 року. Досягнути взаємної згоди вдалось наприкінці 2017 року, після чого гурт представив збірку своїх найкращих хітів під назвою «A Decade of Destruction», а також композицію «Trouble» та кавер на пісню «Gone Away» гурту «The Offspring». У результаті ці дві композиції увійшли у делюкс видання «And Justice for None», яке, окрім цих пісень, містить ще й альтернативну обкладинку.

## Список пісень
| Стандартне видання | Стандартне видання                | Стандартне видання |
| #                  | Назва                             | Тривалість         |
| ------------------ | --------------------------------- | ------------------ |
| 1.                 | «Fake»                            | 3:30               |
| 2.                 | «Top of the World»                | 2:42               |
| 3.                 | «Sham Pain»                       | 3:29               |
| 4.                 | «Blue on Black»                   | 4:34               |
| 5.                 | «Fire in the Hole»                | 2:56               |
| 6.                 | «I Refuse»                        | 3:38               |
| 7.                 | «It Doesn't Matter»               | 3:45               |
| 8.                 | «When the Seasons Change»         | 3:47               |
| 9.                 | «Stuck in My Ways»                | 3:56               |
| 10.                | «Rock Bottom»                     | 2:31               |
| 11.                | «Gone Away» (The Offspring кавер) | 4:35               |
| 12.                | «Bloody»                          | 3:49               |
| 13.                | «Will the Sun Ever Rise»          | 3:56               |
| 47:10              |                                   |                    |

| Делюкс видання | Делюкс видання                               | Делюкс видання |
| #              | Назва                                        | Тривалість     |
| -------------- | -------------------------------------------- | -------------- |
| 1.             | «Trouble»                                    | 3:12           |
| 2.             | «Fake»                                       | 3:30           |
| 3.             | «Top of the World»                           | 2:42           |
| 4.             | «Sham Pain»                                  | 3:29           |
| 5.             | «Blue on Black» (Kenny Wayne Shepherd cover) | 4:34           |
| 6.             | «Fire in the Hole»                           | 2:56           |
| 7.             | «I Refuse»                                   | 3:38           |
| 8.             | «It Doesn't Matter»                          | 3:45           |
| 9.             | «When the Seasons Change»                    | 3:47           |
| 10.            | «Stuck in My Ways»                           | 3:56           |
| 11.            | «Rock Bottom»                                | 2:31           |
| 12.            | «Gone Away» (The Offspring cover)            | 4:35           |
| 13.            | «Bloody»                                     | 3:49           |
| 14.            | «Will the Sun Ever Rise»                     | 3:56           |
| 15.            | «Bad Seed»                                   | 3:59           |
| 16.            | «Save Your Breath»                           | 3:27           |
| 57:48          |                                              |                |

## Учасники запису
- Айвен Муді — вокал;
- Золтан Баторі — ритм-гітара;
- Джейсон Хук — лід-гітара, бек-вокал;
- Джеремі Спенсер — ударні, перкусія;
- Кріс Каел — бас-гітара, бек-вокал.

## Чарти
| Чарт (2018)                                        | Найвища позиція |
| -------------------------------------------------- | --------------- |
| Австралія Australian Albums (ARIA)                 | 4               |
| Австрія Austrian Albums (Ö3 Austria)               | 1               |
| Бельгія Belgian Albums (Ultratop Flanders)         | 12              |
| Бельгія Belgian Albums (Ultratop Wallonia)         | 26              |
| Канада Canadian Albums (Billboard)                 | 4               |
| Данія Danish Albums (Hitlisten)                    | 6               |
| Нідерланди Dutch Albums (MegaCharts)               | 19              |
| Фінляндія Finnish Albums (Suomen virallinen lista) | 2               |
| Франція French Albums (SNEP)                       | 31              |
| Німеччина German Albums (Offizielle Top 100)       | 1               |
| Угорщина Hungarian Albums (MAHASZ)                 | 24              |
| Ірландія Irish Albums (IRMA)                       | 84              |
| Italian Albums (FIMI)                              | 54              |
| Japanese Albums (Oricon)                           | 82              |
| New Zealand Albums (RMNZ)                          | 12              |
| Норвегія Norwegian Albums (VG-lista)               | 3               |
| Шотландія Scottish Albums (OCC)                    | 6               |
| Spanish Albums (PROMUSICAE)                        | 95              |
| Swedish Albums (Sverigetopplistan)                 | 4               |
| Швейцарія Swiss Albums (Schweizer Hitparade)       | 1               |
| Велика Британія UK Albums (OCC)                    | 7               |
| US Billboard 200                                   | 4               |